# Sergueï Kharitonov
Pour les articles homonymes, voir Kharitonov.
Sergueï Valerievitch Kharitonov (en russe : Сергей Валерьевич Харитонов), né le 18 août 1980 à Arkhangelsk en RSFS de Russie, est un pratiquant russe d'arts martiaux mixtes (MMA), ayant notamment concouru au PRIDE FC, et actuellement au M1.
Poids lourd (1 mètre 91 pour 110 kilos), il pratique également, dans des compétitions de niveau international, le kick-boxing au K-1, le sambo, l'Unifight et la boxe anglaise.

## Biographie
Faisant partie Troupes aéroportées de la fédération de Russie avec le grade de capitaine, Kharitonov s'est entraîné en Unifight (champion de Russie en 2000, champion du monde en 2001 et 2003), et en Sambo combat.
Ayant commencé une carrière en boxe anglaise amateur, il participe, sous les couleurs du Tadjikistan, aux Jeux Centrasiatiques de 2003, et remporte la médaille d'argent en catégorie poids lourds. Aux Championnats d'Asie de boxe amateur de 2004, il est qualifié en finale, mais n'y participe pas à cause d'une blessure, et n'obtient qu'une médaille d'argent (le médaillé d'or étant sélectionné pour l'équipe nationale de boxe olympique).
En combat libre, Sergueï Kharitonov s'est entraîné successivement avec Fedor Emelianenko (dont il fut un temps le sparring-partner), la Russian Top Team, puis la Golden Glory, équipe néerlandaise spécialisée dans les techniques de Muay thaï.
Il rentre au PRIDE FC en 2003, où il bat notamment Pedro Rizzo (par TKO) et Fabricio Werdum (par décision partagée), mais perd contre Aleksander Emelianenko par TKO. Il a également perdu contre Alistair Overeem en 2006, mais obtient sa revanche contre le Néerlandais un an plus tard K1 Hero's, en le mettant KO.
Après deux combats au DREAM au Japon, Kharitonov a été annoncé au Strikeforce.
En kickboxing, il a fait son entrée au K-1 au « World Grand Prix Final », où il s'incline contre les low-kicks du Roumain Daniel Ghiţă au 3e round. Il revient l'année d'après au « K-1 World Grand Prix 2010 », où il bat par TKO (punch et coup de genou) le Japonais Takumi Sato.

## Palmarès en arts martiaux mixtes
| 19 victoires (9 (T)KO's, 9 soumissions, 1 décision), 5 défaites (2 (T)KO's, 2 soumissions, 1 décision) |          |                          |                                    |                                                    |                   |       |       |                                                                  |
| Palmarès                                                                                               | Résultat | Adversaire               | Méthode                            | Évènement                                          | Date              | Round | Temps | Lieu                                                             |
| | Victoire | Chase Gormley            | KO (Poing)                         | Bellator 175                                       | 1er avril 2017    | 1     | 3:55  | Allstate Arena in Rosemont, Ill., a northwest suburb of Chicago. |
| 19-5                                                                                                   | Victoire | John Delgado             | Soumission (Clé de cheville)       | RMMAC - Russian MMA Championship                   | 1er juin 2012     | 1     | 0:34  | Yubileyny Sports Palace, Saint-Pétersbourg, Russie               |
| 18-5                                                                                                   | Défaite  | Josh Barnett             | Soumission (Clé de bras)           | StrikeForce Barnett vs Kharitonov                  | 10 septembre 2011 | 1     | 4:28  | U.S. Bank Arena, Cincinnati, Ohio, États-Unis                    |
| 18-4                                                                                                   | Victoire | Andrei Arlovski          | KO (Poing)                         | StrikeForce : Fedor vs Silva                       | 12 février 2011   | 1     | 2:49  | East Rutherford, États-Unis                                      |
| 17-4                                                                                                   | Victoire | Tatsuya Mizuno           | KO (Genou)                         | Dynamite!!2010                                     | 31 décembre 2010  | 1     | 1:25  | Saitama, Japon                                                   |
| 16-4                                                                                                   | Défaite  | Jeff Monson              | Soumission (Étranglement nord/sud) | DREAM.8: Welter Weight Grand Prix 2009 First Round | 5 avril 2009      | 1     | 1:42  | Nagoya, Japon                                                    |
| 16-3                                                                                                   | Victoire | Jimmy Ambriz             | Soumission                         | DREAM.6                                            | 23 septembre 2008 | 1     | 2:15  | Saitama, Japon                                                   |
| 15-3                                                                                                   | Victoire | Alistair Overeem         | KO (Poing)                         | K-1 HERO's - Middleweight GP Final                 | 17 septembre 2007 | 1     | 4:41  | Yokohama, Japon                                                  |
| 14-3                                                                                                   | Victoire | Mike Russow              | Soumission (Armbar)                | PRIDE 33 - The Second Coming                       | 24 février 2007   | 1     | 3:46  | Las Vegas                                                        |
| 13-3                                                                                                   | Défaite  | Aleksander Emelianenko   | TKO (Poing)                        | PRIDE Final Conflict Absolute                      | 10 septembre 2006 | 1     | 6:45  | Saitama, Japon                                                   |
| 13-2                                                                                                   | Défaite  | Alistair Overeem         | TKO (Genou)                        | PRIDE 31 - Dreamers                                | 26 février 2006   | 1     | 5:13  | Saitama, Japon                                                   |
| 13-1                                                                                                   | Victoire | Fabricio Werdum          | Décision (Split)                   | PRIDE 30 - Fully Loaded                            | 23 octobre 2005   | 3     | 5:00  | Saitama, Japon                                                   |
| 12-1                                                                                                   | Victoire | Peter Mulder             | Soumission (Armbar)                | Rings - Lituanie                                   | 20 août 2005      | 1     |       | Lituanie                                                         |
| 11-1                                                                                                   | Victoire | Pedro Rizzo              | TKO (Poing)                        | PRIDE Critical Countdown 2005                      | 26 juin 2005      | 1     | 2:02  | Saitama, Japon                                                   |
| 10-1                                                                                                   | Victoire | Mu Bae Choi              | KO (Poing)                         | PRIDE 29 - Fists Of Fire                           | 20 février 2005   | 1     | 3:24  | Saitama, Japon                                                   |
| 9-1 | Défaite  | Antonio Rodrigo Nogueira | Décision Unanime                   | PRIDE Final Conflict 2004                          | 15 août 2004      | 2     | 5:00  | Saitama, Japon                                                   |
| 9-0 | Victoire | Semmy Schilt             | TKO (Poing)                        | PRIDE Critical Countdown 2004                      | 20 juin 2004      | 1     | 9:19  | Saitama, Japon                                                   |
| 8-0 | Victoire | Murilo Rua               | KO (Poing)                         | PRIDE Total Elimination 2004                       | 25 avril 2004     | 1     | 4:14  | Saitama, Japon                                                   |
| 7-0 | Victoire | Cory Peterson            | Soumission (Armbar)                | PRIDE 27 - Inferno                                 | 1erfévrier 2004   | 1     | 1:23  | Osaka, Japon                                                     |
| 6-0 | Victoire | Jason Suttie             | Soumission (Armbar)                | PRIDE Bushido 1                                    | 5 octobre 2003    | 1     | 2:25  | Saitama, Japon                                                   |
| 5-0 | Victoire | David Shvelidze          | Soumission                         | TORM 8 - Tournament of Real Men 8                  | 20 février 2003   | 1     | 1:00  | Iekaterinbourg, Russie                                           |
| 4-0 | Victoire | Osmanli Vagabov          | Soumission                         | TORM 8 - Tournament of Real Men 8                  | 20 février 2003   | 1     | 0:47  | Iekaterinbourg, Russie                                           |
| 3-0 | Victoire | Roman Savochka           | TKO (Blessure adversaire)          | Brilliant 2 - Yalta's Brilliant 2000               | 11 août 2000      | 1     | 3:11  | Yalta, Ukraine                                                   |
| 2-0 | Victoire | Viacheslav Kolesnik      | TKO (Poing)                        | Brilliant 2 - Yalta's Brilliant 2000               | 11 août 2000      | 1     | 1:26  | Yalta, Ukraine                                                   |
| 1-0 | Victoire | Zamir Syrgabayev         | Soumission (Strikes)               | Brilliant 2 - Yalta's Brilliant 2000               | 11 août 2000      | 1     | 2:43  | Yalta (Ukraine)                                                  |

## Palmarès en kickboxing
| 1 victoire (1 (T)KO's), 2 défaite (2 (T)KO's) |               |                        |                                             |                  |       |       |          |
| Résultat                                      | Adversaire    | Méthode                | Évènement                                   | Date             | Round | Temps | Lieu     |
| Défaite                                       | Singh Jaideep | TKO (punches)          | K-1 World Grand Prix 2010 Final             | 11 décembre 2010 | 1     | 2:58  | Tokyo    |
| Victoire                                      | Takumi Sato   | KO (Punches et genoux) | K-1 World Grand Prix 2010 in Seoul Final 16 | 2 octobre 2010   | 1     | 2:50  | Séoul    |
| Défaite                                       | Daniel Ghiţă  | KO (Right Low kick)    | K-1 World Grand Prix 2009 Final             | 5 décembre 2009  | 3     | 0:36  | Yokohama |